# Конотопська гімназія

Емблема Конотопської гімназії

Коното́пська гімна́зія  — навчальний заклад у місті Конотопі Сумської області. Створена в 1999 році на базі загальноосвітньої школи № 1, побудованої у 1978 році. Є членом Асоційованих шкіл ЮНЕСКО та членом Асоціації «Відроджені гімназії України».

## Сьогодення
Конотопська гімназія налічує 26 класів, у яких навчається близько 700 учнів. У закладі працюють два Заслужених учителя України, один Заслужений учитель Росії, 16 методистів, 20 учителів мають звання Старший учитель, близько 10 педагогів — переможці та лауреати обласного етапу конкурсу «Учитель року».
У закладі є зразковий дитячий хор «Шкільні роки», ансамбль барабанниць, хореографічний колектив «Надія», театр мініатюр «Сузір'я», численні спортивні секції та предметні гуртки. Також у закладі діє гімназійна демократична республіка — орган дитячого самоврядування, є власний герб, прапор. 
При гімназії діють музей дивізії, що звільняла Конотоп від німецько-фашистських загарбників, музей історії гімназійного руху на Конотопщині, музей історії ЮНЕСКО, кабінет історії Конотопщини[джерело?].
Гімназія має чисельні міжнародні зв'язки: обмін з містом Гелена по проекту «Друга світова війна. Західний фронт зустрічається зі східним»; здійснювались обміни між Польщею та Україною; гастрольну діяльність у Болгарії здійснював хор[джерело?].

## Досягнення
Гімназія входить у число 100 найкращих шкіл України в номінації «Школа соціального партнерства». Щорічно на базі закладу проходить 3—4 обласних, регіональних семінарів; 8—10 семінарів міського рівня. Гімназія є ініціатором проведення міського конкурсу «Ерудит», обласного турніру юних хіміків.